# Фонд Рози Люксембург
Фонд Рози Люксембурґ (нім. Rosa-Luxemburg-Stiftung) — неурядовий політичний фонд марксистського спрямування, з 1992 року пов'язаний з німецькою партією «Ліві» (до 2005 року — Партія демократичного соціалізму). З 1999 року названий на честь відомої німецької соціалістки Рози Люксембурґ. Головою правління фонду є Гайнц Фітц.
У липні 2025 року Росія визнала Фонд Рози Люксембург «небажаною організацією»; на початку того ж року Міністерство юстиції Росії виключило фонд із реєстру афілійованих організацій НДО.

## Діяльність
Фонд Рози Люксембурґ заснований на базі зареєстрованого в 1990 році товариства критичної соціально-філософської думки «Аналіз суспільства і політична освіта». Ідейно приєднуючись спочатку до Партії демократичного соціалізму, а нині — до «Лівих», Фонд Рози Люксембурґ працює незалежно і самостійно, тісно співпрацює з лівими фондами і товариствами у всіх землях Німеччини.
Фонд займається політичною освітою, культурною діяльністю і аналізом суспільного розвитку. Його лейтмотивами є демократичний соціалізм та інтернаціоналізм, антифашизм та антирасизм, відмова від догматизованого марксизму-ленінізму.
Фонд організовує суспільно-громадянську просвіту, поширює знання про суспільні взаємозв'язки в умовах глобального, суперечливого світу, є майданчиком для критичного аналізу сучасного стану суспільства і центром програмних дискусій про демократичний соціалізм, що відповідає вимогам часу; у Федеративній Республіці Німеччини і в міжнародному плані є форумом для діалогу між лівими соціальними рухами і організаціями, інтелектуалами та неурядовими організаціями; підтримує молодих учених у формі надання навчальних та аспірантських стипендій; заохочує суспільно-політичну активність і підтримує виступи за мир і взаєморозуміння між народами, проти фашизму і расизму, за соціальну справедливість і солідарність між людьми.

### Україна
Офіс Фонду Рози Люксембург в Україні з 2016 р. (до цього часу Фонд діяв в країні через російське представництво) працює в рамках трьох напрямів, що базуються на підтримці: 1) робітничих, жіночих (феміністських), ромських та ЛГБТК+ груп, які борються за соціальні права й самоорганізацію; 2) альтернативних політичних моделей на засадах соціальної справедливості й демократизації, спрямованих проти неоліберальної гегемонії; 3) розвитку диференційованого та критичного історичного дискурсу в регіоні (це, зокрема, виражається в негативному ставленні до тотального заперечення позитивних аспектів соціалістичного періоду історії України). Через останнє, а також певну проросійську позицію партії Ліва (критика санкцій проти Росії, поїздки депутатів партії до Криму тощо), діяльність Фонду в Україні була піддана критиці. Однак слід зазначити, що керівництво українського відділення Фонду в особі Іво Георгієва напад Росії 24 лютого 2022 р. назвало злочинним повномасштабним вторгненням, захищатися від якого, використовуючи міжнародну підтримку, є правом України. Категорично засудив російську агресію також Rosa-Luxemburg-Stiftung у Берліні. Співробітники Фонді неодноразово організовували збір коштів та гуманітарної допомоги (медикаменти, фільтри для води, генератори, павербанки тощо) для постраждалих в Україні, а також підтримували українських біженців у Німеччині.

## Структура
До Фонду Рози Люксембурґ входять:
- Академія політичної освіти.
- Інститут аналізу суспільного розвитку.
- Центр міжнародного діалогу та співпраці.
- Навчальний відділ.

У штаб-квартирі Фонду Рози Люксембурґ у Берліні співпрацюють близько 100 осіб. Відділення Фонду відкриті в Брюсселі, Варшаві, Москві, Сан-Паулу, Мехіко, Йоганнесбурзі, Тель-Авіві, Єрусалимі (Рамалла), Пекіні і Ханої.
При фонді є архів і бібліотека, видаються щомісячний теоретичний журнал «Utopie kreativ», серії публікацій.

## Інші німецькі політичні фонди
- Фонд Курта Левенштайля (Соціалістична молодь Німеччини — Фалькони)
- Фонд Фрідріха Еберта (Соціал-демократична партія Німеччини)
- Фонд Гайнріха Белля (Союз 90/Зелені)
- Фонд Фрідріха Науманна (Вільна демократична партія)
- Фонд Конрада Аденауера (Християнсько-демократичний союз Німеччини)
- Фонд Ханнса Зейделя (Християнсько-соціальний союз)